# Saneyuki Akiyama
Saneyuki Akiyama (jap. 秋山 真之 Akiyama Saneyuki; ur. 20 marca 1868 w Matsuyamie, zm. 4 lutego 1918 w Odawarze) − japoński oficer marynarki, admirał, uczestnik wojny rosyjsko-japońskiej. Jego starszym bratem był generał Yoshifuru Akiyama.

## Życiorys
Urodził się w rodzinie o tradycjach samurajskich. W latach 1886−1890 odbył studia w akademii marynarki wojennej, po czym rozpoczął służbę na okrętach floty japońskiej, specjalizując się w nawigacji i broni torpedowej. Brał udział w wojnie chińsko-japońskiej w latach 1894−1895. Po jej zakończeniu, w latach 1897−1899 studiował w Stanach Zjednoczonych, między innymi brał udział w zajęciach Alfreda T. Mahana w Naval War College. Był obserwatorem podczas wojny amerykańsko-hiszpańskiej na Karaibach, w składzie sztabu admirała Williama T. Sampsona. Przez krótki okres był również na stażu w Wielkiej Brytanii.
Po powrocie do Japonii Akiyama został instruktorem w akademii sztabu generalnego marynarki. Od 1903 r. był oficerem sztabowym Pierwszej Floty, służąc na pancerniku "Mikasa" pod dowództwem admirała Tōgō. W tej roli służył podczas wojny rosyjsko-japońskiej, przygotowując plan przechwycenia okrętów rosyjskiej Drugiej Eskadry Pacyfiku, którego kulminacyjnym momentem była zwycięska bitwa pod Cuszimą. Po zakończeniu wojny powrócił do zajęć akademickich. W 1908 r. został promowany do stopnia komandora, a w 1913 r. kontradmirała. Podczas I wojny światowej został wysłany do Europy jako obserwator. W 1917 r. przeszedł w stan spoczynku w stopniu wiceadmirała.